# Земна мантия
Мантията е част от космически обект. Вътрешността на Земята също като другите планети e разделена на слоеве (геосфери). Земната мантия е слоят между земната кора (граница на Мохоровичич) и земното ядро (граница на Гутенберг). Земната мантия е дебела около 2900 km скалиста маса, запълваща около 70% от Земята. Тя е плътна и обгръща ядрото, което заема около 30% от Земята.
Предишни етапи на сеизмична активност са отделили от нея тънък слой на повърхността, наречен земна кора, на която живеят хората и останалите живи организми. Земната мантия е изградена от магма, но щом тази магма излезе на повърхността на земята с помощта на вулкани и др. тя започва да се нарича лава.

## Разположение
Над ядрото е разположена мантията. Това е най-дебелия слой обхващащ 66% от земната маса. От долу нагоре тя постепенно се променя, затова се разделя на долна, средна и горна земна мантия. Само най-външната част на земната мантия е изградена от твърди скали. Под тях е пластичната астеносфера. Там температурата е над 1300 °C и скалите там са в разтопено състояние, наречено магма. Веществата в астеносферата са в непрекъснато движение (конвекция).

## Състав
Химичният състав  на мантията е труден за определяне с висока точност, тъй като тя като цяло е недостъпна. Рядко излагане на мантийни скали се случва при офиолитите, където части от океанската литосфера са претърпели обдукция върху континент. Мантийни скали могат да бъдат намирани и под формата на ксенолити в базалт или кимбърлит.
| Съединение | Масов процент |
| ---------- | ------------- |
| SiO2       | 44,71         |
| Al2O3      | 3,98          |
| FeO        | 8,18          |
| MnO        | 0,13          |
| MgO        | 38,73         |
| CaO        | 3,17          |
| Na2O       | 0,13          |
| Cr2O3      | 0,57          |
| TiO2       | 0,13          |
| NiO        | 0,24          |
| K2O        | 0,006         |
| P2O5       | 0,019         |

Повечето оценки на състава на мантията се базират на скали главно от горната мантия. Съществуват разногласия относно това дали останалата част от мантията, особено долната мантия, има същият масов състав. Съставът на мантията се променил в хода на историята на Земята, поради изваждането на магма, която се е втвърдила, за да образува океанска и континентална кора.

## Температура и налягане
В мантията температурите варират от около 200 °C при горната граница с кората до около 4000 °C при границата с ядрото. Геотермалният градиент на мантията се увеличава рязко в пограничните слоеве отгоре и отдолу на мантията и се увеличава постепенно през вътрешността ѝ. Въпреки че по-високите температури надскачат многократно точките на топене на мантийните скали на повърхността (около 1200 °C за перидотита), мантията е почти изцяло твърда. Огромното литостатично налягане, под което се намира мантията, предотвратява топенето, тъй като температурата на топене се покачва с нарастване на налягането. Налягането в мантията расте от няколко kbar при границата на Мохоровичич до 1390 kbar (139 GPa) при границата с ядрото.